# آرنولد (ویسکانسین)
آرنولد (به انگلیسی: Arnold) یک منطقهٔ مسکونی در ایالات متحده آمریکا است که در Ruby واقع شده‌است. آرنولد ۳۴۵٫۰۴ متر بالاتر از سطح دریا واقع شده‌است.